# Rumst
Rumst est une commune néerlandophone de Belgique située en Région flamande dans la province d'Anvers. Rumst se situe au confluent de la Dyle et de la Nèthe formant la Rupel.

## Héraldique
|  | La commune possède des armoiries qui lui ont été octroyées le 3 juillet 1925 et à nouveau le 7 juillet 1987. Les anciennes armoiries étaient les armoiries de Philippe de Vianden, qui, à la fin du XIIIe siècle, a hérité du domaine de Rumst. La barre d'argent représente les armoiries d'origine de Vianden (Luxembourg). Même si le village n’a pas été longtemps la possession de la famille Vianden, les armoiries sont restées utilisées. Le plus ancien sceau connu de Rumst date de 1373 et montre les armoiries susmentionnés lorsque le village appartenait aux comtes de Flandre. Les nouvelles armoiries combinent les anciennes armoiries de Rumst et de Reet. Les armoiries de Reet lui avaient été octroyées le 14 août 1855. Ces armoiries sont probablement inspirées des armoiries de la famille Berthout qui utilisait les armoiries sans chef et aux couleurs vénérées, car la région appartenait autrefois au Land van Mechelen (Pays de Malines - Heerlijkheid Mechelen) qui était régi par la famille Berthout au début l'époque médiévale. Les armoiries de Reet apparaissent pour la première fois sur le sceau de 1690 et font partie des armoiries de la famille Della Faille, à l’époque des seigneurs de Reet. Blasonnement : Parti en 1. de gueules à une barre transversale d'argent accompagnée dans la tête de l'écu d'une portée avec cinq pendentifs d'or 2. de gueules, à trois pals d'or, au chef d'argent. (Traduction libre) Source du blasonnement : Heraldy of the World. |

## Géographie

### Sections de la commune
| # | Section  | Superf. (km²) | Habitants (2020) | Habitants par km² | Code INS |
| - | -------- | ------------- | ---------------- | ----------------- | -------- |
| 1 | Rumst    | 8,36          | 5.516            | 659               | 11037A   |
| 2 | Terhagen | 1,98          | 2.706            | 1.365             | 11037B   |
| 3 | Reet     | 9,55          | 6.828            | 715               | 11037C   |

### Communes limitrophes
| Aartselaar | Kontich |                        |
| Niel, Boom | Rumst   | Duffel                 |
| Willebroek | Malines | Wavre-Sainte-Catherine |

## Démographie

### Évolution démographique: Avant la fusion des communes
- Sources : INS, Rem. : 1806 jusqu'en 1970 = recensements, 1976 = nombre d'habitants au 31 décembre[4].

### Évolution démographique de la commune fusionnée
Graphe de l'évolution de la population de la commune (la commune de Rumst étant née de la fusion des anciennes communes de Rumst, de Reet et de Terhagen, les données ci-après intègrent les trois communes dans les données avant 1977.
- Source : DGS - Remarque: 1806 jusqu'à 1981=recensement; depuis 1990=nombre d'habitants chaque 1er janvier[5]

## Personnalité
- Yvonne Verbeeck (1913-2012), chanteuse et comédienne est née à Rumst
- Fouad Belkacem (1982-), prédicateur et activiste est né à Rumst